# Limmattaler Kreuz
Het Limmattaler Kreuz is een knooppunt in Zwitserland. Op dit knooppunt in de gemeente Weiningen sluiten de A1H, de A1/A4, de A1/A3 en de A4 op elkaar aan.

## Configuratie
Het knooppunt is een turbineknooppunt.